# Markus Hacxteiner
Markus Hacxteiner (Suiza, 18 de noviembre de 1964) es un atleta suizo retirado especializado en la prueba de 3000 m, en la que consiguió ser subcampeón europeo en pista cubierta en 1988.

## Carrera deportiva
En el Campeonato Europeo de Atletismo en Pista Cubierta de 1988 ganó la medalla de plata en los 3000 metros, con un tiempo de 7:56.04 segundos, tras el español José Luis González y por delante del soviético Mijail Dasko.